# 2022年弗拉基米尔·泽连斯基访问美国
2022年12月21日，烏克蘭總統弗拉迪米爾·澤倫斯基访问美国，这是他在俄罗斯全面侵略乌克兰后首次出国，此时这场战争尚未结束。访问期间，泽连斯基会见了美国总统拜登，并在美國國會聯席會議上发表讲话。美国国务卿安東尼·布林肯在泽连斯基访问之前宣布向乌克兰提供额外的18.5亿美元的军事援助。

## 背景
2022年2月24日，俄罗斯入侵乌克兰，使俄乌战争升级为全面战争 。在入侵开始时，泽连斯基总统拒绝了美国帮助其撤离首都基辅的提议，随后世界各国向乌克兰提供了大量的军事和人道主义援助，其中美国对乌克兰的援助最多，在泽连斯基总统访美时约有500亿美元。

## 访问美国
泽连斯基搭乘火車從烏克蘭跨越國界抵達波蘭普熱梅希爾總站，之後在美國駐烏克蘭大使布里奇特·布林克（Bridget Ann Brink）的陪同下乘坐美國大使館車輛到热舒夫市的熱舒夫-賈西翁卡機場，在該機場搭乘一架美国空军飞机出發，為了防止俄羅斯對於泽连斯基的攻擊行動，北約盟國加強了空域與海域的警戒，專機順利飛抵美國馬里蘭州的安德鲁斯联合基地（Joint Base Andrews）。

### 同乔·拜登总统会面
在访问美国期间，泽连斯基会见了总统乔·拜登。拜登承诺为乌克兰提供爱国者导弹系统来对付飞机、弹道导弹和巡航导弹。   乌克兰此前曾要求获得爱国者导弹系统。

### 在国会的演讲
与拜登会面后，泽连斯基在美国国会联席会议上用英语发表了演讲。泽连斯基在演讲中敦促为乌克兰提供更多援助，称“乌克兰决不投降，将坚持战斗直至胜利”。演讲结束后，泽连斯基总统将一面由在巴赫穆特戰役中作战的乌克兰士兵签名的乌克兰国旗转交予美国副总统兼参议院议长卡马拉·哈里斯和美國眾議院議長南希·佩洛西。佩洛西向泽连斯基总统回赠了当天飘扬在国会大厦上空的一面美国国旗。泽连斯基离开众议院时亲自携带了这面旗帜。

## 图集

泽连斯基总统于2022年年底访问华盛顿特区
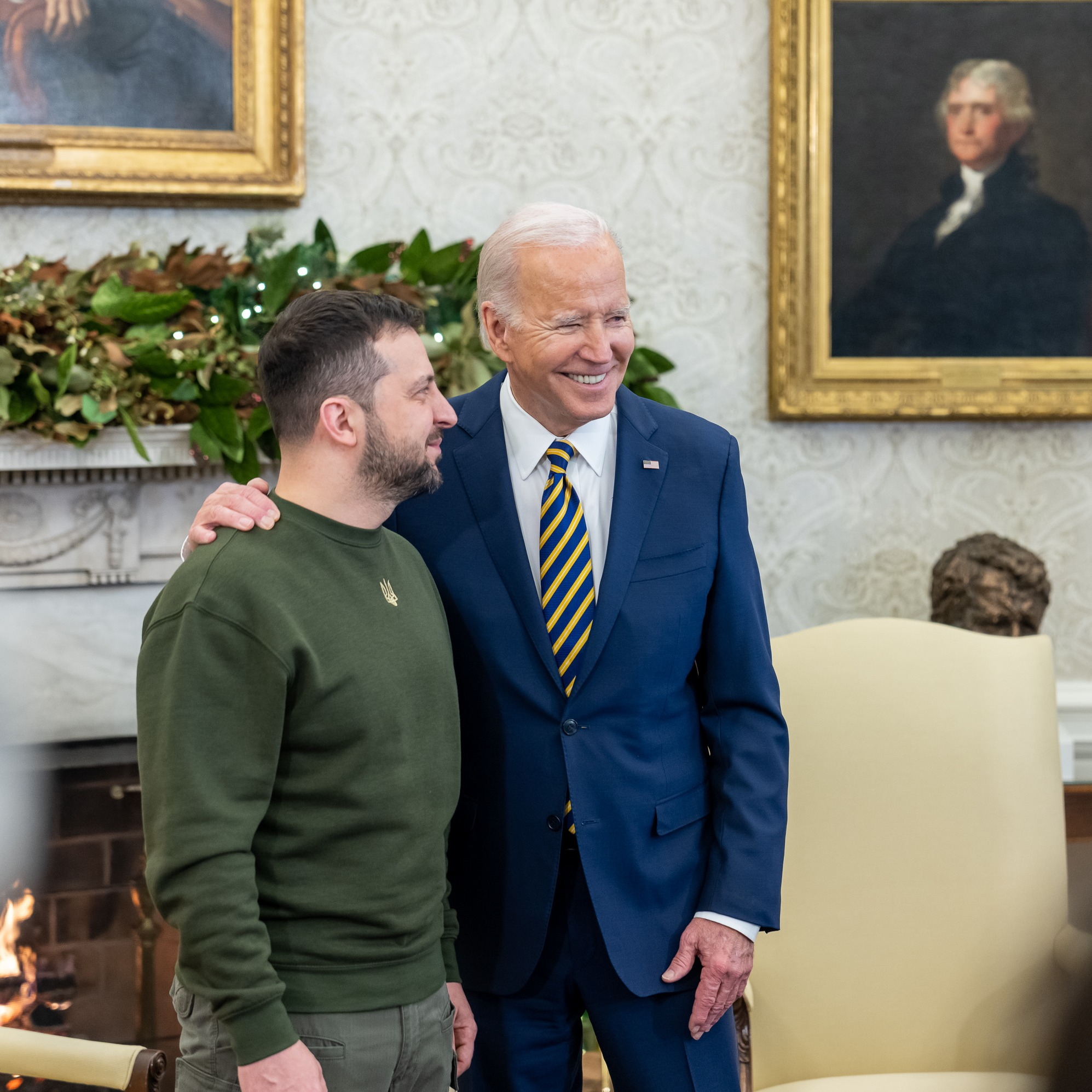
拜登总统与泽连斯基总统会面
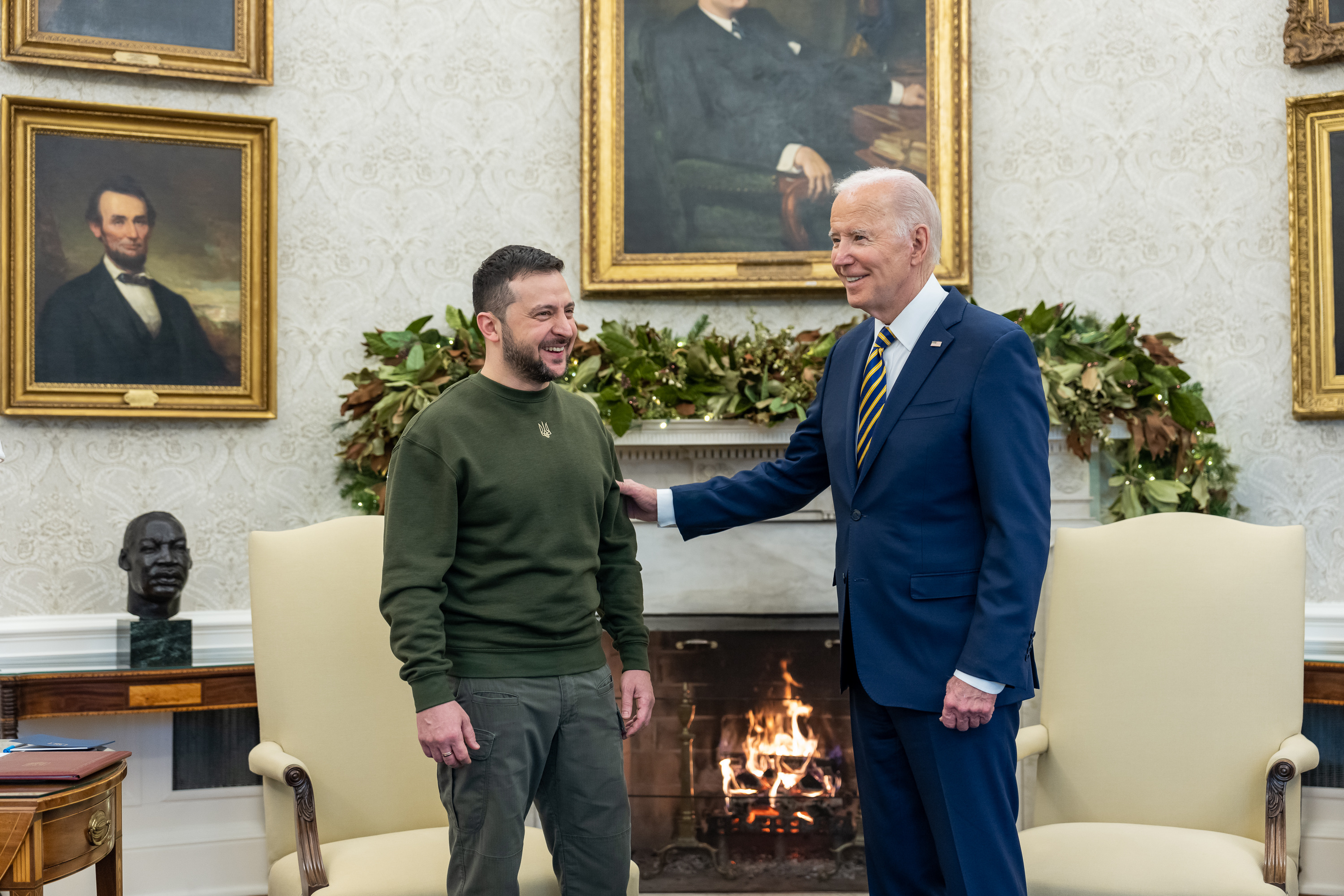
拜登总统与泽连斯基总统在椭圆形办公室
- 拜登总统在椭圆形办公室欢迎到访的泽连斯基总统。
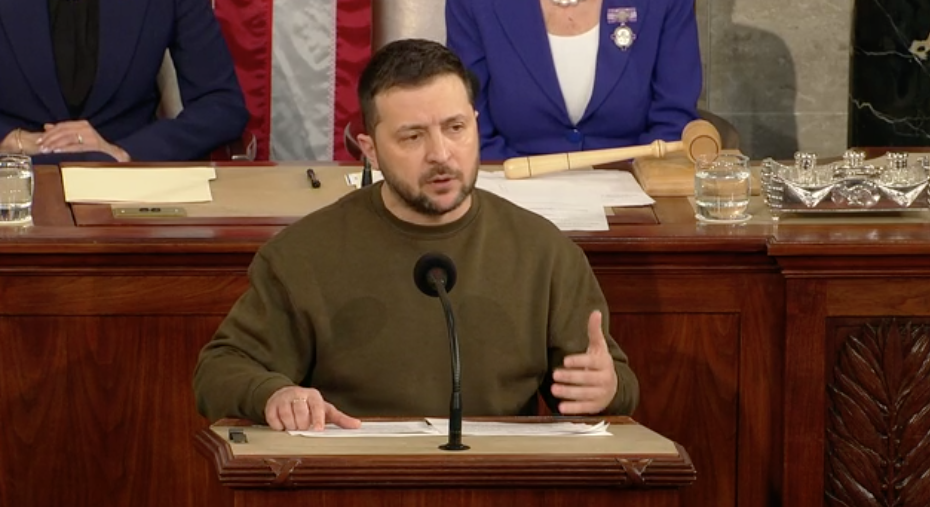
泽连斯基总统在美国国会参众两院联席会议发表演说。
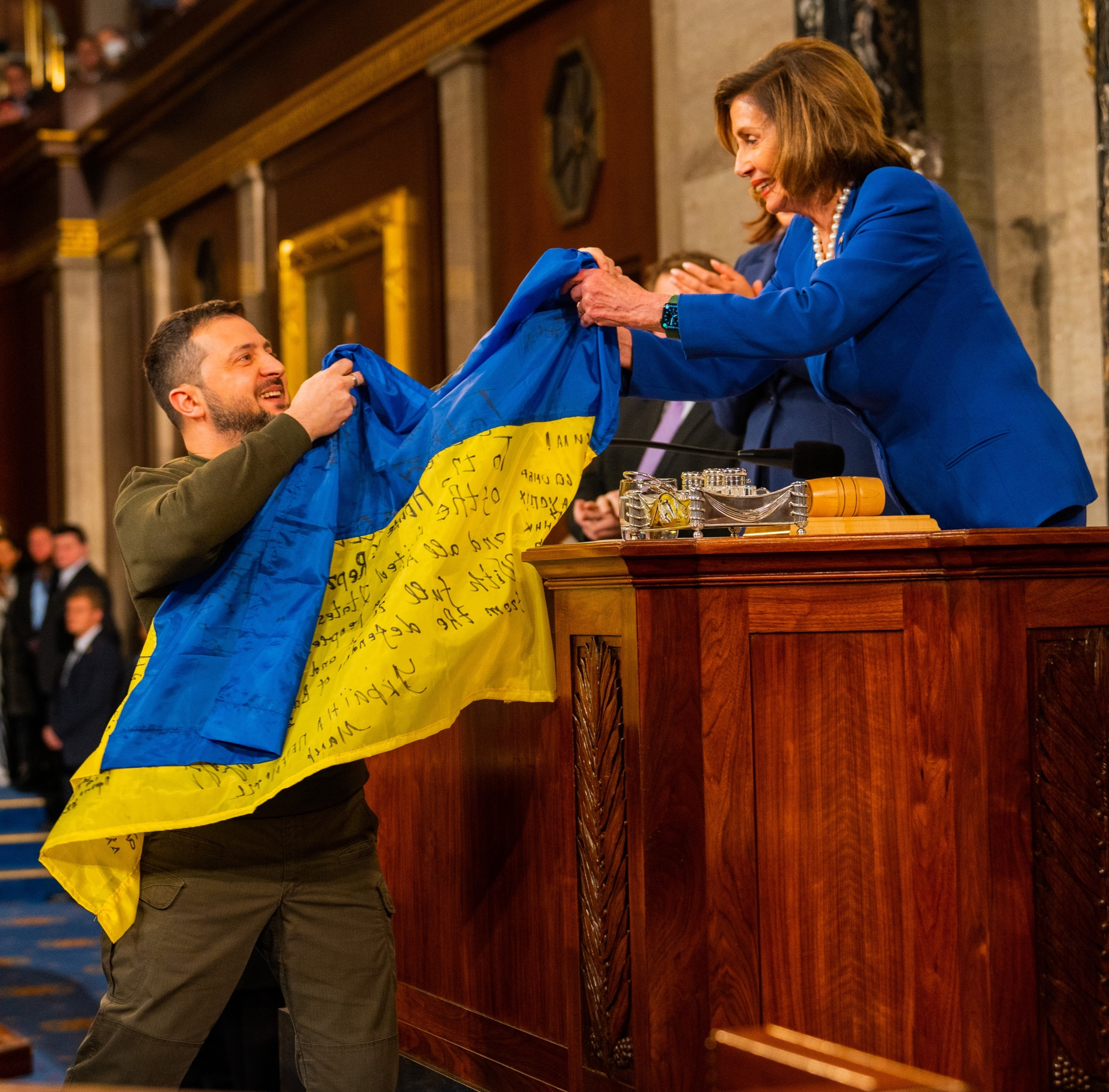
在国会的演说结束后，泽连斯基总统将他在前一天访问巴赫穆特前线乌克兰守军时收到的一面乌克兰国旗转交给美国众议院议长南希·佩洛西。
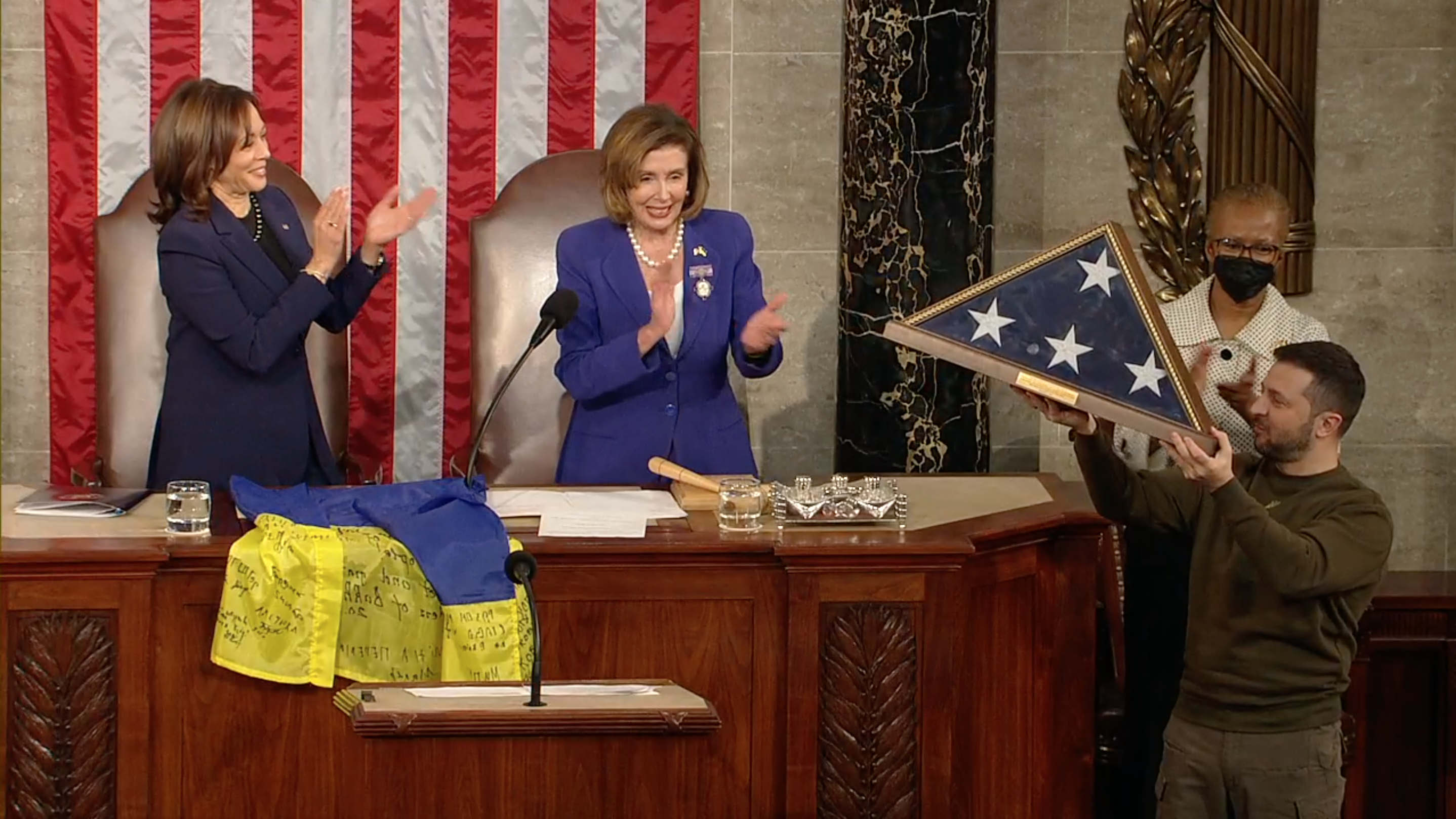
南希·佩洛西和卡马拉·哈里斯向泽连斯基总统回赠了一面美国国旗。